# NGC 3063
NGC 3063 is een dubbelster in het sterrenbeeld Grote Beer. Het hemelobject werd op 3 april 1785 ontdekt door de Duits-Britse astronoom William Herschel.